# Estación de Roquetes
Roquetes es una estación de la línea 3 del Metro de Barcelona situada debajo del barrio de Roquetes, en el distrito de Nou Barris de Barcelona y se inauguró el 4 de octubre de 2008 con la prolongación de Canyelles a Trinitat Nova.
Dispone de dos vestíbulos, un al cruce de a pie Jaume Pinent y de a pie de las Torres y otro bajo el nuevo parque de Roquetes, en torno a la calle Vidal y Guasch. El primer vestíbulo es de 255 m² y tiene accesos distribuidos a lo largo de la calle: una escalinata, un ascensor y una larga escalera mecánica (con dos tramos) por salir a la calle. Este vestíbulo dispone de dos grupos de barreras tarifarias y máquinas de venta de billetes. El segundo vestíbulo se sitúa al nivel de a pie y dispone de máquinas de venta de billetes y barreras tarifarias. Los trenes circulan por un nivel inferior, a 50 metros de profundidad (la estación de metro en servicio el año 2008 de más hondura) formado por un andén central de 8 metros de anchura y 100 metros de largura. A cada extremo del andén se sitúa un grupo de escaleras mecánicas, una escalinata y una ascensor que conducen al pasillo que desemboca al pozo dónde se sitúan ascensores de gran capacidad por subir a los vestíbulos. Al vestíbulo de a pie de las Torres el pozo tiene 18 metros de diámetro y hay 3 ascensores y al vestíbulo de Vidal y Guasch el pozo hace 24 metros de diámetro y hay 4 ascensores. A cada uno de los ascensores caben 23 personas, se mueven a una velocidad de 2 m/s y están coordinados con la llegada de los trenes. También hay escaleras fijas de emergencia para emergencias y evacuación.
| << cabecera        | < estación | línea | estación >    | cabecera >>   |
| ------------------ | ---------- | ----- | ------------- | ------------- |
| Metro              |            |       |               |               |
| Zona Universitària | Canyelles  |       | Trinitat Nova | Trinitat Nova |

- Datos: Q2547358
- Multimedia: Roquetes metrostation / Q2547358